# Kulturåret 1708

## Födda
- 5 februari – Pompeo Batoni, (död 1787), italiensk målare.
- 4 maj – Johann Adolf Scheibe (död 1776), tysk-dansk kompositör.
- 29 augusti – Olof von Dalin (död 1763), svensk skald, prosaskriftställare och hävdatecknare.
- 18 december – Charles Wesley (död 1798), engelsk pastor och psalmförfattare.
- okänt datum – Johan Ullberg (död 1778), svensk skulptör,
- okänt datum – Mikael Dahl (död 1741), svensk-engelsk porträttmålare.
- okänt datum – Lorens Gottman (död 1779), svensk konstnär.
- okänt datum – Sven Rosén (död 1750), svensk radikalpietistisk författare.

## Avlidna
- 24 februari – Israel Holmström (född 1661), svensk ämbetsman och poet.
- 11 maj – Jules Hardouin-Mansart (född 1646), fransk arkitekt.
- 1 oktober – John Blow (döpt 1649), brittisk kompositör.
- 11 oktober – Ehrenfried Walter von Tschirnhaus (född 1651), tysk matematiker och filosof.
- okänt datum – Hemming Forelius (född 1654), svensk professor i latinsk poetik.
- okänt datum – Juliane Æmilia (född 1637), grevinna och psalmförfattare.